# Robert (Auszeichnung)/Bester animierter Spielfilm
Robert: Bester animierter Spielfilm
Gewinner des dänischen Filmpreises Robert in der Kategorie Bester animierter Spielfilm (Årets lange fiktion/animation). Die Dänische Filmakademie (Danmarks Film Akademi) vergibt seit 2007 alljährlich ihre Auszeichnungen für die besten Filmproduktionen und Filmschaffenden Ende Januar beziehungsweise Anfang Februar auf dem Robert Festival in Kopenhagen.

## Preisträger
2007
Liv – Heidi Maria Faisst
Blodsøstre – Louise Friedberg
Forsvunden – Kasper Munk
2008
Ung mand falder – Martin de Thurah
2009
En forelskelse – Christian Tafdrup
Panser – Roni Ezra
Pusling – Christina Rosendahl

## 2010er Jahre
2010
Bobby – Julie Bille
Får – Frederikke Aspöck
Træneren – Lars Kristian Mikkelsen
2011
Limboland – Jeremy Weller
Her bor Jensen – Brigitte Skov
To All My Friends – Behrouz Bigdeli
2012
Min Bror Karim – Asger Kallesøe
Tro, Håb & Sex – Emma Balcázar
Upstairs – Jesper Maintz Andersen
2013
Sort kaffe & vinyl – Jesper Bernt
2014
Weekendfar – Johan Stahl Winthereik
2015
Lulu – Birgitte Skov und Caroline Sascha Cogez
Flyvere i natten – Anders Wøldike Schmith und Tobias Gundorff Boesen
Mini – Stinna Lassen und Milad Alami
Teenland – Amalie Lyngbo Hjort und Marie Grahtø
Våbenbrødre – Claudia Siesbye Halsted und Cav Bøgelund